# Woiwodschaft Płock

Lage der Woiwodschaft Płock

Die Woiwodschaft Płock war in den Jahren 1975 bis 1998 sowie bereits während der Adelsrepublik (Woiwodschaft Płock (bis 1793)) und in Kongresspolen (Woiwodschaft Płock (Kongresspolen)) eine polnische Verwaltungseinheit. 
Die jüngere ging im Zuge einer Verwaltungsreform zu Teilen in den heutigen Woiwodschaften Łódź und Masowien auf. Hauptstadt war Płock.
Bedeutende Städte waren (Einwohnerzahlen von 1995):
- Płock – 126.900
- Kutno – 51.000
- Gostynin – 20.200
- Sierpc – 19.857
- Łęczyca – 16.531
- Żychlin – 10.012

| Jahr          | 1975    | 1980    | 1985    | 1990    | 1995    | 1998    |
| Einwohnerzahl | 480.600 | 496.100 | 509.300 | 516.400 | 522.000 | 520.900 |